# Idun Reiten
Idun Reiten (* 1. Januar 1942 in Klæbu, Norwegen; † 19. August 2025) war eine norwegische Mathematikerin, die sich mit Algebra befasste.

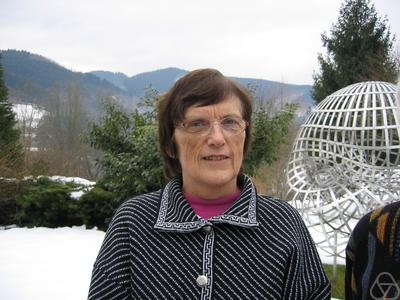
Idun Reiten, Oberwolfach 2005

## Leben und Werk
Reiten studierte an der Universität Oslo mit dem Diplom 1968 und wurde 1971 an der University of Illinois bei Robert Fossum promoviert (Trivial extensions and Gorenstein rings). 1973 war sie Lecturer am Massachusetts Institute of Technology. 1980 wurde sie Dozentin und 1982 Professorin an der Universität Trondheim, an der sie seit 1974 war.
Sie war u. a. Gastwissenschaftlerin an den Universitäten Bielefeld, Paderborn, der Northeastern University in Boston, in Sao Paulo, Bahia Blanca in Argentinien, Oxford, Chemnitz, Oslo, Liverpool, Mexiko-Stadt, Stuttgart, Warwick und dem Mittag-Leffler-Institut.
Sie befasste sich mit Darstellungstheorie von endlich dimensionalen Algebren (Auslander-Reiten-Theorie, siehe Auslander-Reiten-Köcher, 1975, zusätzlich nach Maurice Auslander), Kommutativer Algebra und Homologischer Algebra.
In den 1970er Jahren führte sie mit Maurice Auslander Techniken der homologischen Algebra in das Studium der Darstellungstheorie endlichdimensionaler Algebren ein (fast zerfallende Sequenz, auch Auslander-Reiten-Sequenz genannt).
In den 1980er Jahren wandte sie diese Techniken auf kommutative Ringe an.
In den 1990er Jahren führte sie quasi-gekippte Algebren ein (mit Dieter Happel, Sverre Smalø). In den 2000er Jahren befasste sie sich insbesondere mit den Cluster-Algebren von Sergey Fomin und Andrei Zelevinsky, was zu Cluster-Kategorien (mit Aslak Buan, Robert Marsh, Markus Reineke, Gordona Todorov) und Cluster-Kipp-Algebren (mit Buan, Marsh) führte.
Sie war Mitglied der Norwegischen Akademie der Wissenschaften und der Kongelige Norske Videnskabers Selskab und auswärtiges Mitglied der Königlich Schwedischen Akademie der Wissenschaften (2007). 2012 wurde sie zum Mitglied der Academia Europaea gewählt. 2016 wurde sie Ehrenmitglied der London Mathematical Society. Sie ist Fellow der American Mathematical Society.
2009 erhielt sie den Nansen-Forschungs-Preis der Norwegischen Akademie der Wissenschaften und 2007 den norwegischen Möbius-Preis. 2005 erhielt sie den Humboldt-Forschungspreis. 2010 hielt sie einen Plenarvortrag (ICM Emmy Noether Lecture) auf dem Internationalen Mathematikerkongress in Hyderabad (Cluster categories) und 1998 war sie Invited Speaker auf dem ICM in Berlin (Tilting theory and quasitilted algebras). 2015 erhielt sie eine Ehrendoktorwürde der Universität Bielefeld.
1999 war sie Mit-Herausgeberin der Gesammelten Werke von Auslander.

## Schriften
- Maurice Auslander, Idun Reiten, Sverre O. Smalø: Representation theory of Artin algebras, Cambridge Studies in Advanced Mathematics, 36, Cambridge University Press, 1997
- The use of almost split sequences in the representation theory of Artin algebras, in: Representations of algebras (Puebla, 1980), Lecture Notes in Math. 944, Springer-Verlag, 1982, S. 29–104
- mit Maurice Auslander: Representation theory of Artin algebras. III. Almost split sequences, Communications in Algebra, Band 3, 1975, S. 239–294
- mit Aslak Buan, Robert Marsh, Markus Reineke, Gordona Todorov: Tilting theory and cluster combinatorics, Adv. Math. 204 (2006), 572–618
- mit Bernhard Keller: Cluster-tilted algebras are Gorenstein and stably Calabi-Yau, Adv. Math. 211 (2007), 123–151